# Kęstutis (Vorname)
Kęstutis ist ein litauischer männlicher Vorname, abgeleitet von kęsti („leiden“). Die Abkürzung ist Kęstas.

## Personen
- Kęstutis (1297–1382), Großfürst Litauens und Rutheniens
- Kęstutis Bacvinka (* 1967), Förster und Politiker, Mitglied des Seimas
- Kęstutis Baltakis (* 1957), Badmintonspieler
- Kęstutis Bartkevičius (* 1961), Politiker, stellvertretender Bürgermeister von Mažeikiai
- Kęstutis Bilius (*  1958), Politiker, Mitglied des Seimas, Vizebürgermeister von Kelmė
- Kęstutis Budrys (* 1980), litauischer Politiker, Außenminister
- Kęstutis Dirgėla (* 1960), Politiker, Mitglied des Seimas
- Kęstutis Juknis (* 1959), Politiker, stellvertretender Bürgermeister von Kaunas
- Kęstutis Gaška (1943–2012), Politiker, Mitglied des Seimas
- Kęstutis Grinius (* 1956), Politiker, Mitglied des Seimas
- Kęstutis Jucevičius (* 1968), Jurist, Direktor von FNTT
- Kęstutis Kaunas (1942–2021), Schachspieler und Schachtrainer
- Kęstutis Kėvalas (* 1972), katholischer Erzbischof von Kaunas
- Kęstutis Knizikevičius (* 1990), Politiker, Bürgermeister von Biržai
- Kęstutis Kristinaitis (* 1961), Geodät und Politiker, Landwirtschaftsminister
- Kęstutis Kubertavičius (* 1956), Politiker, Mitglied des Seimas
- Kęstutis Kuzmickas (* 1959), Politiker, Mitglied des Seimas
- Kęstutis Lančinskas (* 1967), Politiker, Vizeminister, Polizeijurist
- Kęstutis Lapinskas (* 1937), Verfassungsrechtler und Verfassungsrichter
- Kęstutis Lipeika (* 1938), Rechtsanwalt, Präsident der Litauischen Rechtsanwaltskammer (1978–1999)
- Kęstutis Macijauskas (* 1961), Flottenadmiral, Befehlshaber der litauischen Heeresstreitkräfte
- Kęstutis Masiulis (* 1957), Politiker, Mitglied des Seimas und Professor
- Kęstutis Mažeika (* 1982), Politiker, Seimas-Mitglied
- Kęstutis Navickas (Politiker) (* 1970), litauischer Politiker, Umweltminister und Agrarminister
- Kęstutis Navickas (Badminton) (* 1984), litauischer Badmintonspieler
- Kęstutis Povilas Paukštys (1940–2013), Politiker, Mitglied des Seimas
- Kęstutis Rimkus (* 1953), Politiker, Mitglied des Seimas
- Kęstutis Skamarakas (* 1952), Politiker, Seimas-Mitglied und Bürgermeister von Raseiniai
- Kęstutis Skrebys (* 1965), Politiker, ehemaliger Minister und Mitglied des Seimas
- Kęstutis Smirnovas (* 1976), Politiker, Mitglied des Seimas und Sportler
- Kęstutis Šalkauskas, Jurist und ehemaliger Polizeichef Litauens
- Kęstutis Šapka (* 1949), Leichtathlet
- Kęstutis Šetkus (* 1980), Politiker, Vizeminister für Umwelt
- Kęstutis Trečiokas (* 1957), Politiker, Wirtschaftsvizeminister
- Kęstutis Vaiginis (* 1978), Jazzmusiker
- Kęstutis Vilkauskas (* 1969), Politiker und Seimas-Mitglied

Zwischenname
- Leonardas Kęstutis Jaskelevičius (* 1945), Politiker, Mitglied des Seimas
- Romualdas Kęstutis Urbaitis (1942–2022), Verfassungsrichter, ehemaliger Richter des Obersten Gerichts Litauens